# はいびすかす (日本カーフェリー)
はいびすかす（HIBISCUS）は、日本カーフェリーが運航していたフェリー。

## 概要
ふぇにっくす、せんとぽーりあに続く第3船として日本鋼管清水造船所で建造され、1971年に宮崎カーフェリー（初代法人）にチャーターされ神戸 - 日向航路に就航した。

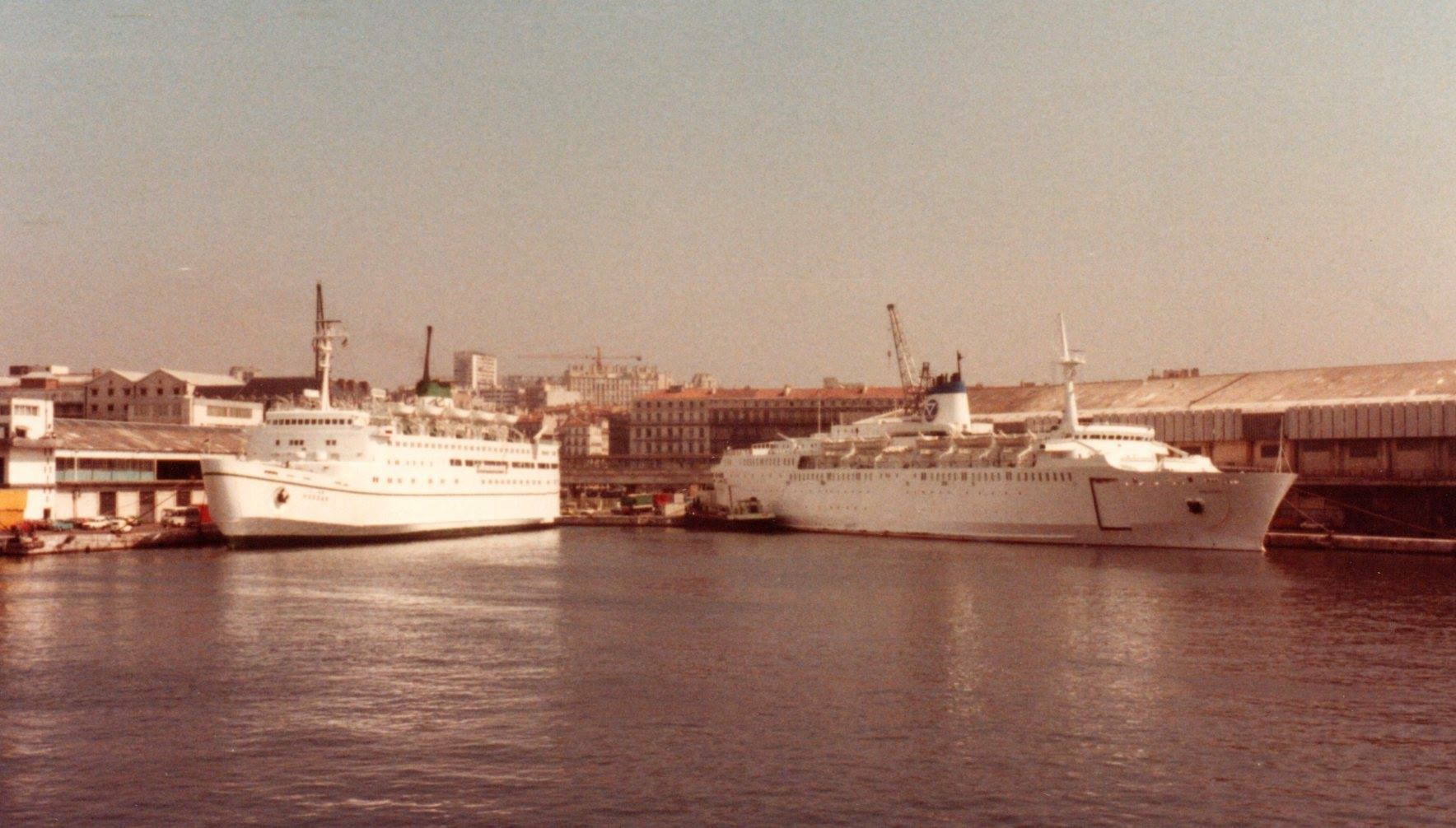
マルセイユ港での Hoggar（左）

1976年にアルジェリアのアルジェリア国営海運会社（CNAN）に売却され、Hoggarとなった。その後1987年にAlgerie Ferriesに売却、2006年にCleopatra Navigationに売却されCLEOPATRA MOONと改名。2010年にはM.A.A.H.Salehに売却されエジプトのスエズに係船、2017年に転覆している。

## 設計
4隻が建造されたふぇにっくす型の3番船である。三菱重工業神戸造船所と日本鋼管清水造船所で2隻ずつ建造されたが、本船は三菱重工の2番船として建造された。

## 事故・インシデント
定員超過
1972年8月22日、日向細島港発川崎港行きの本船で2等船室定員が722人のところ大人750人・子供30人と定員を超過して乗船させた。この内50人を食事1食の無料提供を付けた上で船室外のラウンジ・ロビー・廊下に滞留させたものの、船室外に充てられた乗客の一団と船員の間で団体交渉に発展した。原因は通常1割程度あったキャンセルや2等客の上等船室への変更分を見越して出港15分前からキャンセル待ち客に乗船券を売ったもののキャンセルや船室変更が少なく過剰予約となった事とされ、関東運輸局は8月末に日本カーフェリーへ定員厳守と安全対策を勧告した。